# Himno nacional de Chile
Himno nacional de Chile eller Dulce Patria, recibe los votos är Chiles nationalsång text av Eusebio Lillo Robles, kör av Bernardo de Vera y Pintado och musik av Ramón Carnicer i Batlle. Sången har haft både två texter och två melodier vilket har resulterat i tre olika versioner. Efter militärkuppen 1973 tillades ytterligare en vers mellan dessa två och det var vanligt att de som protesterade mot militärregimen var tysta när den versen spelades. När Augusto Pinochets regim föll 1990 togs dessa verser bort.